# Sine Frontera
I Sine Frontera  sono un gruppo musicale italiano nato nel 2001.
Sono originari di Mantova.

## Storia
Le partecipazioni ai concorsi nazionali come Arezzo Wave e le frequenti esibizioni live hanno portato la band a ricevere consensi sempre maggiori, fino ad aggiudicarsi numerosi premi. 
Nel 2003 esce il loro primo cd “Sine Frontera” e si aggiudicano il “Premio Millenaria di Gonzaga” (MN) come “miglior qualità espressiva”, nell’estate del 2004 vincono “Casoni Music Live Festival” (RE) che li porterà a salire nel novembre dello stesso anno sul palco del M.E.I. “Meeting delle Etichette Indipendenti”.
Il 2005 li vede protagonisti sul palco del teatro Ariston al “Mantova Musica Festival”, al fianco di artisti come Eugenio Finardi, Yo Yo Mundi, Teresa De Sio, Roy Paci. Da qui prende vita la fase più concreta della loro carriera e aprono i concerti ai Negramaro e ai The Neck, band irlandese capitanata da Leeson O’Keeffe (ex Popes al fianco di Shane MacGowan, già leader dei The Pogues).
Nel luglio 2005 esce il secondo cd “Sola Andata”.
Nel giugno del 2007 tornano di nuovo sul palco del Mantova Musica Festival, questa volta in veste di ospiti, raccolgono tutto il materiale registrato durante la tournée e pubblicano il loro terzo lavoro discografico “Live Tour”, una raccolta di brani interamente registrati dal vivo, più un inedito, “La Carovana”. A fine anno, lasciano la band Riccardo 'Mabus' Moretti (batteria) e Paolo Sterzi (violino)
Nel corso del tour 2008 i Sine Frontera partecipano al Festival europeo a favore delle popolazioni del Tibet “Concert Pour le Tibet”, organizzato a Les Houches (Francia) in concomitanza con l’inizio delle Olimpiadi in Cina.
Nel 2009 esce il quarto cd 20 Now, in concomitanza del ventennale della caduta del Muro di Berlino
Nel 2010 partecipano al progetto “Musica teatro in Carcere“ suonando per i detenuti, nel penitenziario C. Poma di Mantova. Il tour estivo li ha visti protagonisti in numerosi festival tra cui il concerto per il Chiapas a Innsbruck (Austria) e il concerto/raduno fans Sine Frontera, che ha registrato il sold-out con più di 3000 presenze (Suzzara, MN). A novembre partecipano per la terza volta al M.E.I come rappresentanti del “Project Play”, che vede impegnati numerosi circoli Arci d’Italia e numerose band, nel progetto di scambio culturale tra realtà musicali italiane ed estere.
A maggio 2011 al “Cam Bernades” di Barcellona (Spagna) parte il tour, dedicato ai 10 anni di attività della band.
Nel 2012 entra nella band Matteo Del Miglio al trombone.
Nel 2013 esce il videoclip “Hombres”, che preannuncia l’uscita del nuovo lavoro discografico: I Taliani, che uscirà ufficialmente a novembre 2013, di lì a poco lasceranno il gruppo il chitarrista Simone Rebucci e il batterista Daniel Horacio Crocco.
A marzo 2016 esce il videoclip del nuovo singolo “Mar dei migranti”, che preannuncia la pubblicazione del nuovo album “Restiamo Umani”  uscito il 22 aprile 2016.
A fine 2017 lascia la band il fisarmonicista Marco Ferrari.

## Genere
Il genere suonato spazia dal folk al rock, con influssi di culture extraeuropee e celtiche.
I testi sono quasi esclusivamente in italiano, anche se l'uso del dialetto della bassa mantovana viene spesso utilizzato nei brani maggiormente folkloristici.
Nell'album 20 Now (2009) inoltre in più occasioni vengono utilizzate frasi in spagnolo, pronunciate dal batterista del gruppo, di origini argentine.

## Formazione
La formazione aggiornata a inizio 2018 è la seguente:
- Antonio Resta – voce
- Simone Angiuli – violino
- Federico Ferrari– chitarra solista, voce
- Enrico Truzzi – batteria
- Fabio Ferrari – basso elettrico
- Simone Dalmaschio – percussioni, voce
- Matteo Del Miglio - trombone

## Ex Componenti
- Riccardo "Mabus" Moretti (fino a settembre 2006)- batteria
- Paolo Sterzi (fino a giugno 2006)- violino
- Simone Rebucci (fino a dicembre 2013) chitarra
- Daniel Horacio Crocco - ( fino a maggio 2015) batteria
- Marco Ferrari – (2002/2017) fisarmonica

## Discografia

### Album
- 2003 – Sine Frontera
- 2005 – Sola andata
- 2007 – Live tour (live)
- 2009 – 20 Now
- 2013 – I Taliani
- 2014 – Origini (raccolta)
- 2016 - Restiamo umani
- 2023 - Il mondo alla rovescia

### Singoli
- 2003 – Posizione orizzontale
- 2005 – Onorevoleshow
- 2005 – Kebab
- 2009 – Contaminaciòn
- 2009 – 20 Now
- 2013 – Hombres
- 2016 - Mar dei migranti

### Raccolte Autori Vari
- 2004 – Casoni Music Live Festival (con il brano Posizione orizzontale)
- 2005 – Mantova Music Festival (con il brano Onorevoleshow)
- 2006 – Pulp Actionl (con il brano Misirilou)
- 2008 – Arci Libertà e Musica (con il brano Wladimir Mahoney)
- 2009 – Aie d'Italia (con il brano La carovana)
- 2017 – Festival Politischen Liedes (con il brano Restiamo umani)